# Bobierrita
La bobierrita és un mineral de la classe dels fosfats. Va rebre el nom per James Dwight Dana el 1868 en honor del químic agrícola francès Pierre Adolphe Bobierre (París, 7 de maig de 1823 - Nantes, 18 de setembre de 1881), qui primer va descriure el mineral.

## Característiques
La bobierrita és un fosfat de fórmula química Mg₃(PO₄)₂(H₂O)₈. Cristal·litza en el sistema monoclínic. La seva duresa a l'escala de Mohs es troba entre 2 i 2,5.
Segons la classificació de Nickel-Strunz, la bobierrita pertany a «08.CE: Fosfats sense anions addicionals, amb H₂O, només amb cations de mida mitjana, RO₄:H₂O sobre 1:2,5» juntament amb els següents minerals: chudobaïta, geigerita, newberyita, brassita, fosforrösslerita, rösslerita, metaswitzerita, switzerita, lindackerita, ondrušita, veselovskýita, pradetita, klajita, annabergita, arupita, barićita, eritrita, ferrisimplesita, hörnesita, köttigita, manganohörnesita, parasimplesita, vivianita, pakhomovskyita, simplesita, cattiïta, koninckita, kaňkita, steigerita, metaschoderita, schoderita, malhmoodita, zigrasita, santabarbaraïta i metaköttigita.

## Formació i jaciments
Va ser descoberta a la península de Mejillones, dins la província d'Antofagasta (Regió d'Antofagasta, Xile). Tot i no tractar-se d'una espècie gens comuna ha estat descrita a tots els continents del planeta.